# Nerwik
Nerwik (Duits: Nerwigk) is een plaats in de gemeente Purda in woiwodschap Ermland-Mazurië, Polen.